# Elizabeth Percy Sanders
Elizabeth Percy Sanders (1902 - 1971 ) fue una botánica, algóloga estadounidense.

## Algunas publicaciones

### Libros
- lemuel roscoe Cleveland, jane Collier, s.r. Hall, elizabeth p. Sanders. 1934. The Wood-Feeding Roach Cryptocerus, its Protozoa, and the Symbiosis between Protozoa and Roach. Memoirs of the American Academy of Arts and Sciences 17 ( 2). 168 pp.

- La abreviatura «Sanders» se emplea para indicar a Elizabeth Percy Sanders como autoridad en la descripción y clasificación científica de los vegetales.[2]